# Perithemis rubita
Perithemis rubita là loài chuồn chuồn trong họ Libellulidae. Loài này được Dunkle mô tả khoa học đầu tiên năm 1982.